# Bunuri mobile din domeniul etnografie clasate în patrimoniul cultural național al României aflate în județul Suceava
Acestă listă conține bunurile mobile din domeniul etnografie clasate în Patrimoniul cultural național al României aflate la momentul clasării în județul Suceava.

## Tezaur
| Foto | Informații generale                                             | Detalii tehnice | Descriere | Deținător                          | Legături |
| ---- | --------------------------------------------------------------- | --- | --- | ---------------------------------- | -------- |
|      | Uși împărătești                                                 | Datare: 1810 Descoperit: jud. SUCEAVA, com. VAMA Material: lemn; tempera; foiță de argint; foiță de aur; grund; sculptat; pictat; îmbinat; fixat | Uși împărătești de intrare în altar, parte componentă a catapetesmei. Două uși sculptate cu dalta; decor naturalist realizat cu motive fitomorfe: frunză de stejar, viță de vie. Pe fiecare din cele două uși câte trei scene religioase (Evangheliștii și Buna Vestire) pictate cu tempera. Pe lemnul sculptat și toc – aplicații cu foiță de argint; ușile fixate în toc cu balamale metalice. Cromatică icoane: negru, roșu, albastru, verde, ocru, aplicații cu foiță de aur. Face parte din iconostasul bisericii Vama cu hramul „Înălțarea Domnului” – Lista monumentelor istorice cod SV – II – m – B – 05654.01. | Complexul Muzeal Bucovina, Suceava | Cimec    |
|      | Ușă diaconească: Sfântul Gavril                                 | Datare: 1810 Descoperit: jud. SUCEAVA, com. VAMA Material: lemn; tempera; vopsea; foiță de argint; foiță de aur; sculptat; pictat; îmbinat; fixat | Ușă diaconească în partea dreaptă a catapetesmei, de formă semicirculară la partea superioară; decor naturalist sculptat cu dalta, motiv fitomorf: frunza de stejar, motive cosmomorfe: raze, peste care s-a aplicat foiță de argint; motiv religios central: Sfântul Gavril. În partea de jos a ușii grilaj din leațuri de lemn vopsite. Cromatică: roșu, ocru, negru și aplicații cu foiță de aur. Face parte din iconostasul bisericii Vama cu hramul „Înălțarea Domnului” – Lista monumentelor istorice cod SV – II – m – B – 05654.01. | Complexul Muzeal Bucovina, Suceava | Cimec    |
|      | Ușă diaconească: Sfântul Mihail                                 | Datare: 1810 Descoperit: jud. SUCEAVA, com. VAMA Material: lemn; tempera; vopsea; foiță de argint; foiță de aur; sculptat; pictat; îmbinat; fixat | Ușă diaconească în partea stângă a catapetesmei, de formă semicirculară la partea superioară; decor naturalist sculptat cu dalta, motiv fitomorf: frunza de stejar, motive cosmomorfe: raze, peste care s-a aplicat foiță de argint; motiv religios central: Sfântul Mihail. În partea de jos a ușii grilaj din leațuri de lemn vopsite. Cromatică: roșu, ocru, negru și aplicații cu foiță de aur. Face parte din iconostasul bisericii Vama cu hramul „Înălțarea Domnului” – Lista monumentelor istorice cod SV – II – m – B – 05654.01. | Complexul Muzeal Bucovina, Suceava | Cimec    |
|      | Icoană pe lemn: Tăierea capului Sfântului Ioan                  | Datare: 1810 Descoperit: jud. SUCEAVA, com. VAMA Material: lemn; tempera; vopsea; foiță de argint; pictat | Icoană de „poală” pe lemn, având un motiv religios central: „Tăierea capului Sfântului Ioan”; cromatică: ocru, brun, roșu, albastru; încadrat de decor naturalist realizat cu motive fitomorfe: frunze, flori, culori cu vopsele de ulei: roșu, albastru, verde; încadrat de un chenar cu aplicație de foiță de argint. Icoana prezintă la partea superioară o inscripție cu caractere chirilice în limba română realizată cu vopsea albă. Face parte din iconostasul bisericii Vama cu hramul „Înălțarea Domnului” – Lista monumentelor istorice cod SV – II – m – B – 05654.01. | Complexul Muzeal Bucovina, Suceava | Cimec    |
|      | Icoană pe lemn: Întâlnirea Fecioarei Maria cu Elisabeta         | Datare: 1810 Descoperit: jud. SUCEAVA, com. VAMA Material: lemn; tempera; vopsea; foiță de argint; pictat | Icoană de „poală” pe lemn de formă dreptunghiulară, având un motiv religios central: „Întâlnirea Fecioarei Maria cu Elisabeta”; cromatică: ocru, brun, roșu, albastru, aplicații cu foiță de aur; încadrat de decor naturalist realizat cu motive fitomorfe: frunze, flori, culori cu vopsele de ulei: roșu, albastru, verde; încadrat de un chenar cu aplicație de foiță de argint. Icoana prezintă la partea superioară o inscripție cu caractere chirilice în limba română realizată cu vopsea albă. Face parte din iconostasul bisericii Vama cu hramul „Înălțarea Domnului” – Lista monumentelor istorice cod SV – II – m – B – 05654.01. | Complexul Muzeal Bucovina, Suceava | Cimec    |
|      | Icoană pe lemn: Scene din viața Sfântului Nicolae               | Datare: 1810 Descoperit: jud. SUCEAVA, com. VAMA Material: lemn; tempera; vopsea; foiță de argint; pictat | Icoană de „poală” pe lemn de formă dreptunghiulară, având un motiv religios central: „Scene din viața Sfântului Nicolae”; cromatică: verde, ocru, brun, roșu, albastru; încadrat de decor naturalist realizat cu motive fitomorfe: frunze, flori, culori cu vopsele de ulei: roșu, albastru, verde; încadrat de un chenar cu aplicație de foiță de argint. Icoana prezintă la partea superioară o inscripție cu caractere chirilice în limba română realizată cu vopsea albă. Face parte din iconostasul bisericii Vama cu hramul „Înălțarea Domnului” – Lista monumentelor istorice cod SV – II – m – B – 05654.01. | Complexul Muzeal Bucovina, Suceava | Cimec    |
|      | Icoană pe lemn: Încercarea credinței lui Avraam                 | Datare: 1810 Descoperit: jud. SUCEAVA, com. VAMA Material: lemn; tempera; vopsea; foiță de argint; pictat | Icoană de „poală” pe lemn de formă dreptunghiulară, având un motiv religios central: Încercarea credinței lui Avraam; cromatică: ocru, brun, roșu, albastru; încadrat de decor naturalist realizat cu motive fitomorfe: frunze, flori, culori cu vopsele de ulei: roșu, albastru, verde; încadrat de un chenar cu aplicație de foiță de argint. Icoana prezintă la partea superioară o inscripție cu caractere chirilice în limba română realizată cu vopsea albă. Face parte din iconostasul bisericii Vama cu hramul „Înălțarea Domnului” – Lista monumentelor istorice cod SV – II – m – B – 05654.01. | Complexul Muzeal Bucovina, Suceava | Cimec    |
|      | Icoană pe lemn: Sfântul Nicolae                                 | Datare: 1810 Descoperit: jud. SUCEAVA, com. VAMA Material: lemn; tempera; vopsea; foiță de argint; pictat | Icoană „împărătească” pe lemn de formă dreptunghiulară, având un motiv religios central reprezentându-l pe Sfântul Nicolae; icoana este încadrată de un chenar sculptat și doi baluștri pe care s-a aplicat foiță de argint; fundal realizat cu motive fitomorfe: flori încrustate în grundul de preparație peste care s-a aplicat foiță de argint; cromatică: roșu, verde, ocru, brun, albastru. Icoana prezintă la partea superioară o inscripție cu caractere chirilice în limba română. Face parte din iconostasul bisericii Vama cu hramul „Înălțarea Domnului” – Lista monumentelor istorice cod SV – II – m – B – 05654.01. | Complexul Muzeal Bucovina, Suceava | Cimec    |
|      | Icoană pe lemn: Maica Domnului cu Pruncul                       | Datare: 1810 Descoperit: jud. SUCEAVA, com. VAMA Material: lemn; tempera; vopsea; foiță de aur; foiță de argint; pictat | Icoană „împărătească” pe lemn de formă dreptunghiulară, având un motiv religios central reprezentând pe Maica Domnului cu Pruncul; icoana este încadrată de un chenar sculptat și doi baluștri pe care s-a aplicat foiță de argint; fundal realizat cu motive fitomorfe: flori încrustate în grundul de preparație peste care s-a aplicat foiță de argint; cromatică: roșu, verde, ocru, brun, albastru. Icoana prezintă la partea superioară o inscripție cu caractere chirilice în limba română. Face parte din iconostasul bisericii Vama cu hramul „Înălțarea Domnului” – Lista monumentelor istorice cod SV – II – m – B – 05654.01. | Complexul Muzeal Bucovina, Suceava | Cimec    |
|      | Icoană pe lemn: Iisus Arhiereu                                  | Datare: 1810 Descoperit: jud. SUCEAVA, com. VAMA Material: lemn; tempera; vopsea; foiță de aur; foiță de argint; pictat | Icoană „împărătească” pe lemn de formă dreptunghiulară, având un motiv religios central reprezentând pe Iisus Arhiereu; icoana este încadrată de un chenar sculptat și doi baluștri pe care s-a aplicat foiță de argint; fundal realizat cu motive fitomorfe: flori încrustate în grundul de preparație peste care s-a aplicat foiță de aur; cromatică: roșu, verde, ocru, brun, albastru. Icoana prezintă la partea superioară o inscripție cu caractere chirilice în limba română. Face parte din iconostasul bisericii Vama cu hramul „Înălțarea Domnului” – Lista monumentelor istorice cod SV – II – m – B – 05654.01. | Complexul Muzeal Bucovina, Suceava | Cimec    |
|      | Icoană pe lemn: Înălțarea Domnului                              | Datare: 1810 Descoperit: jud. SUCEAVA, com. VAMA Material: lemn; tempera; vopsea; foiță de aur; foiță de argint; pictat | Icoană „împărătească” pe lemn de formă dreptunghiulară, având un motiv religios central reprezentând icoana de hram: Înălțarea Domnului; icoana este încadrată de un chenar și doi baluștri sculptați pe care s-a aplicat foiță de argint; fundal realizat cu motive fitomorfe: flori încrustate în grundul de preparație peste care s-a aplicat foiță de aur; cromatică: roșu, verde, ocru, brun, albastru. Icoana prezintă la partea superioară o inscripție realizată cu caractere chirilice în limba română. Face parte din iconostasul bisericii Vama cu hramul „Înălțarea Domnului” – Lista monumentelor istorice cod SV – II – m – B – 05654.01. | Complexul Muzeal Bucovina, Suceava | Cimec    |
|      | Icoană pe lemn: Praznice Împărătești                            | Datare: 1810 Descoperit: jud. SUCEAVA, com. VAMA Material: lemn; tempera; vopsea; foiță de argint; pictat; sculptat | Friză de formă dreptunghiulară în partea stângă a catapetesmei, cuprinde șase medalioane cu motive relogioase reprezentând Praznice Împărătești, încadrate de bucăți de lemn sculptate în motive fitomorfe: frunză, floare, peste care s-a aplicat foiță de argint; cromatică: roșu, verde, ocru, brun, albastru. Face parte din iconostasul bisericii Vama cu hramul „Înălțarea Domnului” – Lista monumentelor istorice cod SV – II – m – B – 05654.01. | Complexul Muzeal Bucovina, Suceava | Cimec    |
|      | Icoană pe lemn: Praznice Împărătești                            | Datare: 1810 Descoperit: jud. SUCEAVA, com. VAMA Material: lemn; tempera; vopsea; foiță de argint; pictat; sculptat | Friză de formă dreptunghiulară în partea dreaptă a catapetesmei, cuprinde șase medalioane cu motive relogioase reprezentând Praznice Împărătești, încadrate de bucăți de lemn sculptate în motive fitomorfe: frunză, floare, peste care s-a aplicat foiță de argint; cromatică: roșu, verde, ocru, brun, albastru. Face parte din iconostasul bisericii Vama cu hramul „Înălțarea Domnului” – Lista monumentelor istorice cod SV – II – m – B – 05654.01. | Complexul Muzeal Bucovina, Suceava | Cimec    |
|      | Icoană pe lemn: Apostoli                                        | Datare: 1810 Descoperit: jud. SUCEAVA, com. VAMA Material: lemn; tempera; vopsea; foiță de argint; foiță de aur; pictat; sculptat | Friză de formă dreptunghiulară în partea dreaptă a catapetesmei, cuprinde trei medalioane cu motive relogioase reprezentând Apostolii; medalioanele sunt despărțite de casete sculptate cu decor naturalist, realizat cu motive fitomorfe: frunze, flori și ciorchini de struguri peste care s-a aplicat foiță de argint; fiecare medalion cuprinde câte doi apostoli; cromatică: roșu, verde, ocru, brun, albastru și aplicații cu foiță de aur. Face parte din iconostasul bisericii Vama cu hramul „Înălțarea Domnului” – Lista monumentelor istorice cod SV – II – m – B – 05654.01. | Complexul Muzeal Bucovina, Suceava | Cimec    |
|      | Icoană pe lemn: Apostoli                                        | Datare: 1810 Descoperit: jud. SUCEAVA, com. VAMA Material: lemn; tempera; vopsea; foiță de argint; foiță de aur; pictat; sculptat | Friză de formă dreptunghiulară în partea stângă a catapetesmei, cuprinde trei medalioane cu motive relogioase reprezentând Apostolii; medalioanele sunt despărțite de casete sculptate cu decor naturalist, realizat cu motive fitomorfe: frunze, flori și ciorchini de struguri peste care s-a aplicat foiță de argint; fiecare medalion cuprinde câte doi apostoli; cromatică: roșu, verde, ocru, brun, albastru și aplicații cu foiță de aur. Face parte din iconostasul bisericii Vama cu hramul „Înălțarea Domnului” – Lista monumentelor istorice cod SV – II – m – B – 05654.01. | Complexul Muzeal Bucovina, Suceava | Cimec    |
|      | Icoană pe lemn: Drepții Vechiului Testament                     | Datare: 1810 Descoperit: jud. SUCEAVA, com. VAMA Material: lemn; tempera; vopsea; foiță de argint; foiță de aur; pictat; sculptat | Friză de formă dreptunghiulară în partea dreaptă a catapetesmei, cuprinde trei medalioane cu motive relogioase reprezentând Apostolii; medalioanele sunt despărțite de casete sculptate cu decor naturalist, realizat cu motive fitomorfe: frunze, flori și ciorchini de struguri peste care s-a aplicat foiță de argint; fiecare medalion cuprinde câte doi apostoli; cromatică: roșu, verde, ocru, brun, albastru și aplicații cu foiță de aur. Face parte din iconostasul bisericii Vama cu hramul „Înălțarea Domnului” – Lista monumentelor istorice cod SV – II – m – B – 05654.01. | Complexul Muzeal Bucovina, Suceava | Cimec    |
|      | Icoană pe lemn: Drepții Vechiului Testament                     | Datare: 1810 Descoperit: jud. SUCEAVA, com. VAMA Material: lemn; tempera; vopsea; foiță de argint; foiță de aur; pictat; sculptat | Friză de formă dreptunghiulară în partea stângă a catapetesmei, cuprinde șase medalioane cu motive relogioase reprezentând Drepții Vechiului Testament; medalioanele sunt despărțite de casete sculptate cu decor naturalist, realizat cu motive fitomorfe: frunze, aplicație cu foiță de argint; cromatică: roșu, verde, ocru, brun, albastru și aplicații cu foiță de aur. Face parte din iconostasul bisericii Vama cu hramul „Înălțarea Domnului” – Lista monumentelor istorice cod SV – II – m – B – 05654.01. | Complexul Muzeal Bucovina, Suceava | Cimec    |
|      | Icoană pe lemn: Mahramă                                         | Datare: 1810 Descoperit: jud. SUCEAVA, com. VAMA Material: lemn; tempera; vopsea; foiță de aur; foiță de argint; pictat; sculptat; traforat | Icoană pe lemn de formă dreptunghiulară, având un motiv religios central: Mahramă; cromatică: roșu, ocru, brun și aplicații cu foiță de aur; icoana este încadrată de un chenar sculptat și traforat cu aplicație de foiță de argint. Face parte din iconostasul bisericii Vama cu hramul „Înălțarea Domnului” – Lista monumentelor istorice cod SV – II – m – B – 05654.01. | Complexul Muzeal Bucovina, Suceava | Cimec    |
|      | Icoană pe lemn: Cina cea de taină                               | Datare: 1810 Descoperit: jud. SUCEAVA, com. VAMA Material: lemn; tempera; vopsea; foiță de aur; foiță de argint; pictat; sculptat; traforat | Icoană pe lemn de formă dreptunghiulară, având un motiv religios central: Cina cea de taină; cromatică: roșu, verde, ocru, brun, albastru și aplicații cu foiță de aur; icoana este încadrată de un chenar sculptat și traforat cu aplicație de foiță de argint. Icoana prezintă în partea de jos o inscripție cu caractere chirilice în limba română realizată cu vopsea albă. Face parte din iconostasul bisericii Vama cu hramul „Înălțarea Domnului” – Lista monumentelor istorice cod SV – II – m – B – 05654.01. | Complexul Muzeal Bucovina, Suceava | Cimec    |
|      | Icoană pe lemn: Molenie Maica Domnului                          | Datare: 1810 Descoperit: jud. SUCEAVA, com. VAMA Material: lemn; tempera; vopsea; foiță de argint; pictat; sculptat | Icoană pe lemn așezată în partea superioară a catapetesmei, în stânga crucii de tâmplă, având un motiv religios central: Maica Domnului; icoana este încadrată de un chenar sculptat cu aplicație de foiță de argint în motiv fitomorf: frunză; cromatică: roșu, verde, ocru, brun. Face parte din iconostasul bisericii Vama cu hramul „Înălțarea Domnului” – Lista monumentelor istorice cod SV – II – m – B – 05654.01. | Complexul Muzeal Bucovina, Suceava | Cimec    |
|      | Icoană pe lemn: Molenie Sfântul Ioan                            | Datare: 1810 Descoperit: jud. SUCEAVA, com. VAMA Material: lemn; tempera; vopsea; foiță de argint; pictat; sculptat | Icoană pe lemn așezată în partea superioară a catapetesmei, în dreapta crucii de tâmplă, având un motiv religios central: Sfântul Ioan; icoana este încadrată de un chenar sculptat cu aplicație de foiță de argint în motiv fitomorf: frunză, din care lipsesc câteva elemente (frunze); cromatică: roșu, verde, ocru, brun. Face parte din iconostasul bisericii Vama cu hramul „Înălțarea Domnului” – Lista monumentelor istorice cod SV – II – m – B – 05654.01. | Complexul Muzeal Bucovina, Suceava | Cimec    |
|      | Cruce de tâmplă; Icoană pe lemn: Iisus Răstignit                | Datare: 1810 Descoperit: jud. SUCEAVA, com. VAMA Material: lemn; tempera; vopsea; foiță de argint; pictat; sculptat; traforat | Icoană pe lemn în formă de cruce; motiv religios: Iisus Hristos Răstignit; cromatică: verde, ocru, brun, galben. Icoana este încadrată de un chenar sculptat și traforat prezentând decor naturalist realizat cu motive fitomorfe: frunză, lalea, motiv cosmomorf: stea, peste care a fost aplicată foiță de argint. Face parte din iconostasul bisericii Vama cu hramul „Înălțarea Domnului” – Lista monumentelor istorice cod SV – II – m – B – 05654.01. | Complexul Muzeal Bucovina, Suceava | Cimec    |
|      | Icoană pe lemn: Maica Domnului cu Pruncul                       | Datare: sfârșitul sec. XIX Descoperit: jud. SUCEAVA, com. VAMA Material: lemn; tempera; vopsea; foiță de aur; foiță de argint; pictat; sculptat | Fragmentul ce desparte pronaosul de naos prezintă două motive religioase: cel de deasupra Maica Domnului cu Pruncul, cel de jos Scenă din Vechiul Testament, încadrate în rame de lemn acoperite cu foiță de aur și argint; cromatică: ocru, brun, roșu, bronz, verde. Icoanele sunt fixate pe un suport de lemn vopsit cu vopsea pe bază de ulei, și care prezintă elemente decorative sculptate realizate cu motive fitomorfe: frunză de stejar și funie acoperite cu foiță de argint. Parte componentă a peretelui despărțitor dintre naos și pronaos al bisericii Vama cu hramul „Înălțarea Domnului” – Lista monumentelor istorice cod SV – II – m – B – 05654.01. | Complexul Muzeal Bucovina, Suceava | Cimec    |
|      | Icoană pe lemn: Iisus Hristos                                   | Datare: sfârșitul sec. XIX Descoperit: jud. SUCEAVA, com. VAMA Material: lemn; tempera; vopsea; foiță de aur; foiță de argint; pictat; sculptat | Fragment al peretelui despărțitor dintre pronaos de naos, prezintă două motive religioase: cel de deasupra Iisus Hristos, cel de jos Scenă din Vechiul Testament, încadrate în rame de lemn acoperite cu foiță metalizată; cromatică: roșu, albastru, verde, verde, bleu, galben, ocru. Icoanele sunt fixate pe un suport de lemn vopsit cu vopsea pe bază de ulei, și care prezintă elemente decorative sculptate realizate cu motive fitomorfe: frunză de stejar și funie acoperite cu foiță de argint. Parte componentă a peretelui despărțitor dintre naos și pronaos al bisericii Vama cu hramul „Înălțarea Domnului” – Lista monumentelor istorice cod SV – II – m – B – 05654.01. | Complexul Muzeal Bucovina, Suceava | Cimec    |
|      | Icoană pe lemn: Deisis                                          | Datare: 1810 Descoperit: jud. SUCEAVA, com. VAMA Material: lemn; tempera; vopsea; foiță de aur; foiță de argint; pictat; sculptat; traforat | Icoană pe lemn de formă dreptunghiulară, având un motiv religios central: Deisis; cromatică: roșu, verde, ocru, brun, albastru și aplicații cu foiță de aur; icoana este încadrată de un chenar sculptat și traforat cu aplicație de foiță de argint. Face parte din iconostasul bisericii Vama cu hramul „Înălțarea Domnului” – Lista monumentelor istorice cod SV – II – m – B – 05654.01. | Complexul Muzeal Bucovina, Suceava | Cimec    |
|      | Candelabru; Icoană pe lemn: Serafim                             | Datare: 1810 Descoperit: jud. SUCEAVA, com. VAMA Material: lemn; tempera; foiță de argint; pictat; sculptat; traforat | Candelabru cu un motiv religios central într-un medalion: chip de Serafim; motiv avimorf: trei perechi de aripi sculptate încadrează pictura; în partea de jos sunt montate patru brațe pentru lumânări; cromatică: ocru, brun și aplicații cu foiță de argint. Parte componentă a bisericii Vama cu hramul „Înălțarea Domnului” – Lista monumentelor istorice cod SV – II – m – B – 05654.01. | Complexul Muzeal Bucovina, Suceava | Cimec    |
|      | Sfeșnic de lemn                                                 | Datare: sfârșitul sec. XIX Descoperit: jud. SUCEAVA, com. VAMA Material: lemn; vopsea; foiță de argint; pictat; sculptat | Sfeșnic de lemn sculptat cu trei brațe pentru lumânări și patru picioare; decor naturalist realizat cu motive fitomorfe: frunze, flori; cromatică: albastru, roșu, verde și aplicații cu foiță de argint. Parte componentă a bisericii Vama cu hramul „Înălțarea Domnului” – Lista monumentelor istorice cod SV – II – m – B – 05654.01. | Complexul Muzeal Bucovina, Suceava | Cimec    |
|      | Cămașă cu altiță                                                | Datare: sfârșitul sec. XIX Descoperit: jud. SUCEAVA Material: pânză; bumbac; in; paiete; țesut; brodat; croit; asamblat; festonat | Cămașă femeiască cu altiță, decor geometrizant realizat cu motive geometrice; motive fitomorfe, motive florale stilizate; altița realizată separat și apoi asamblată de încreț; altița prezintă șapte registre paralele orizontale realizate cu motive geometrice executate din bumbac colorat și aplicații de mărgele și paiete; încrețul este realizat din bumbac cu motive geometrice: romb; pe mânecă sunt dispuse vertical două tipuri de râuri realizate cu motive fitomorfe „pomul vieții” încadrate de motive florale stilizate; pe față și spate râuri verticale cu motive florale stilizate; la partea superioară brezărău din bumbac; cromatică: negru, roșu, verde, albastru, portocaliu, galben, alb. | Complexul Muzeal Bucovina, Suceava | Cimec    |
|      | Cămașă cu altiță                                                | Datare: sfârșitul sec. XIX Descoperit: jud. SUCEAVA, com. ARBORE Material: pânză; bumbac; mărgele; ajur; țesut; cusut; croit; asamblat | Cămașă femeiască cu altiță, decor geometrizant realizat cu motive geometrice: zig zag, romb, motive fitomorfe, motive florale stilizate; altița prezintă patru registre paralele orizontale realizate cu motive fitomorfe încadrate într-un chenar cu motive geometrice dispus pe trei laturi cusut cu mărgele; încrețul este realizat cu motive florale stilizate; pe mânecă sunt dispuse șapte râuri costișate realizate cu motive fitomorfe ce se termină cu o brățară din feston cu ajur; pe față și spate două râuri verticale cu aceleași motive fitomorfe; la partea superioară brezărău din bumbac; cromatică: albastru, roșu, maro, verde, portocaliu. | Complexul Muzeal Bucovina, Suceava | Cimec    |
|      | Mintean                                                         | Datare: sfârșitul sec. XIX Descoperit: jud. SUCEAVA, com. MARGINEA Material: blană de oaie; blană de dihor; bumbac; dubit; curățat; croit; brodat; încheiat | Cojocel femeiesc din blană de oaie cu prim de dihor dispus la gât, pe față și la mâneci, decor naturalist cu motive florale stilizate, motive fitomorfe, motive geometrice; pe față prezintă două registre de motive fitomorfe și florale stilizate realizate din bumbac colorat și încadrate de motive cosmomorfe „stea”; de o parte și de alta a primului câte un rând de „cruciulițe” realizate din bumbac colorat; la mâneci motive florale stilizate; pe umeri și spate motive fitomorfe, motive florale stilizate și motive geometrice; cromatică: maro, vișiniu, albastru, mov, verde, portocaliu. | Complexul Muzeal Bucovina, Suceava | Cimec    |
|      | Cămașă cu platcă                                                | Datare: sfârșitul sec. XIX Descoperit: jud. SUCEAVA, com. DORNA CANDRENILOR Material: pânză; bumbac; mărgele; țesut; cusut; croit; brodat; încheiat; croșetat | Cămașă bărbătească cu platcă și poale; decor geometrizant realizat cu motive geometrice, motive florale stilizate; platca este realizată separat și asamblată ce prezintă un chenar executat din mărgele colorate și horboțică montată pe margini, motive geometrice dispuse atât pe platcă cât și la mâneci și poale; la guler și pe față câte un registru de motive florale stilizate brodate cu mărgele colorate; mânecile și poalele se termină cu horboțică realizată cu croșetul; cromatică: negru, maro, albastru, verde, vișiniu, vernil, roz, galben. | Complexul Muzeal Bucovina, Suceava | Cimec    |
|      | Masă, ladă, masă-ladă                                           | Datare: 2/2 sec. XIX Descoperit: jud. SUCEAVA, CÂMPULUNG MOLDOVENESC Dimensiuni: Î: 59 cm Material: lemn; tehnici de prelucrare a lemnului | Piesă de mobilier ce combină caracteristici comune mesei și lăzii de zestre, preluând de la masă raportul între înălțime și lățime modul de atașare al capacului și ornamentarea pe toți patru pereți iar de la ladă tehnica de construcție și compozițiile ornamentale. Este practic o ladă de dimensiuni mari cu blatul detașabil. Masa-ladă este decorată pe toate patru laturile și pe fețele exterioare ale picioarelor. Partea de sub ladă a picioarelor se prezintă decroșat în formă concavă față în față. Compozițiile ornamentale au la bază rozeta cu șase petale, panourile lungi fiind decorate cu trei rozete încasetate de registre alungite orizontale și verticale cuprinzând decoruri geometrice iar pe panourile înguste sunt reprezentate central rozete mai elaborate înscrise în cerc solar și cerc. Picioarele decorate cu romburile "țâțânile lumii”. | Complexul Muzeal Bucovina, Suceava | Cimec    |
|      | Ciubăraș pentru pască                                           | Datare: 2/2 sec. XIX Descoperit: jud. SUCEAVA Dimensiuni: Î: 26 cm; Î cu toartă: 44 cm Material: lemn; tehnici de prelucrare a lemnului; tăiere; cioplire; fasonare; pirogravare | Obiect de uz ceremonial executat din doage de rășinoase cu două cercuri de lemn. Decorul pirogravat îl regăsim pe toate suprafețele vizibile (doagele, cercurile și mânerul), organizat în benzi orizontale, regăsindu-se în principal câteva motive geometrice. Doagele sunt decorate cu motivul „crucea”, decor legat de destinația ceremonială a obiectului. Pe suprafața corpului păscăriței, încadrând decorurile de pe doage regăsim un decor complementar realizat dintr-o înșiruire de arce de cerc împreună cu o grupare de patru puncte dispuse în romb. Mânerul este confecționat dintr-o doagă îndoită în formă de „U” răsturnat. | Complexul Muzeal Bucovina, Suceava | Cimec    |
|      | Cutie pentru sare, sărăriță, solniță                            | Datare: 2/2 sec. XIX Descoperit: jud. SUCEAVA Dimensiuni: Î: 34,5 cm Material: lemn; tăiere; cuie lemn; scobire; rindeluire; găurire; traforare; pirogravare | Piesă de uz casnic pentru atârnat pe perete cu ajutorul unui cui trecut prin orificiul executat în partea din spate sus a piesei. Fundul, capacul și fețele cutiei au o formă ușor trapezoidală. Panourile laterale ale cutiei sunt înălțate în partea din spate formând câte un umăr unde se găsesc găurile pentru pivotul capacului. Decorurile acoperă părțile frontală și laterale, capacul și prelungirea panoului din spate în zona de deasupra capacului. Decorurile traforate le regăsim la panoul din spate iar muchiile cutiei sunt crestate în dinți de fierăstrău. Lateralele, capacul și partea din față prezintă decoruri pirogravate având ca motiv principal crucea iar în subsidiar buline executate cu un cap de cui înroșit, decoruri organizate în linii, cruci, X-uri sau dezordonat.                                                                    | Complexul Muzeal Bucovina, Suceava | Cimec    |
|      | Cutie pentru sare, sărăriță, solniță                            | Datare: 2/2 sec. XIX Descoperit: jud. SUCEAVA Dimensiuni: Î: 6 cm Material: lemn; tăiere; rindeluire; incizare; cheutori | Piesă de uz casnic confecționată din coajă de mesteacăn rulată în jurul a două capace din lemn de brad decupate rotund, capacul de sus lipsind. Decorul acoperă întreaga suprafață cilindrică constând dintr-o rozetă cu șase petale înscrisă în cerc și o figurare a trei cercuri concentrice grupate pe trei benzi. Cu excepția petalelor rozetei întreaga suprafață este umplută cu incizii punctiforme. Prezintă culoarea patinată a cojii de mesteacăn. | Complexul Muzeal Bucovina, Suceava | Cimec    |
|      | Cutie pentru sare, sărăriță, solniță                            | Datare: începutul sec. XX Descoperit: jud. SUCEAVA Dimensiuni: Î: 15 cm Material: lemn; tăiere; decupare; incizare; cheutori | Piesă de uz casnic confecționată din coajă de mesteacăn rulată în jurul unui capac din lemn de brad decupat rotund (fundul cutiei), fără capac la partea superioară. Decorul organizat în trei benzi orizontale acoperă întreaga suprafață cilindrică. Decorul principal se gaseste pe banda din mijloc fiind reprezentate motive florale circumscrise și motive decorative fitomorfe (frunze), benzile de pe margini având un rol complementar fiind reprezentate două șiruri de pătrate ce încadrează o succesiune de romburi organizate pe două nivele întrepătrunse. Prezintă culoarea patinată a cojii de mesteacăn. | Complexul Muzeal Bucovina, Suceava | Cimec    |
|      | Ciubăraș pentru pască Autor: Bunicul Elenei Zaharia din Costișa | Datare: începutul sec. XX Descoperit: jud. SUCEAVA, com. FRĂTĂUȚII NOI, COSTIȘA Dimensiuni: Î: 20 cm; Î cu toartă: 30 cm Material: lemn; tehnici de prelucrare a lemnului; tăiere; cioplire; fasonare; traforare; pirogravare | Obiect de uz ceremonial executat din doage de rășinoase cu două cercuri de lemn. Decorul bogat ce acoperă toate suprafețele vizibile (doagele, cercurile și mânerul) este organizat în benzi orizontale, regăsindu-se în principal câteva motive geometrice: linia frântă, flancată de o succesiune de impresiuni în formă de stea și motivul crucea executat prin traforare în prelungirile a două doage plasate față în față, motiv legat de destinația ceremonială a obiectului. Mânerul este confecționat dintr-o doagă îndoită în formă de „U” răsturnat, cu o grosime ceva mai mare în zona de apucat unde prezintă și o degajare pentru a se mula pe forma palmei. | Complexul Muzeal Bucovina, Suceava | Cimec    |
|      | Ciubăraș pentru pască Autor: meșter local anonim                | Datare: ultimul sfert al sec. XIX Descoperit: jud. SUCEAVA, com. VATRA MOLDOVIȚEI, PALTINU Dimensiuni: Î: 34 cm Material: lemn; tehnici de prelucrare a lemnului; tăiere; cioplire; fasonare; traforare; pirogravare; cheutori | Obiect de uz ceremonial executat din doage de rășinoase cu două cercuri de lemn. Decorul pirogravat îl regăsim pe toată suprafața vizibilă a doagelor și a mânerelor, organizat în benzi orizontale, regăsindu-se în principal motive geometrice înlănțuite (rombul, arcul de cerc, linia punctată, crucea în varianta trifoiului cu patru foi). Mânerul este confecționat dintr-o doagă din lemn de foioase moi cu planul perpendicular pe planul doagelor alăturate; suprafața mânerelor este acoperită tot cu motive geometrice, în special cu reprezentarea trifoiului cu patru foi, iar conturul este cioplit și traforat într-o succesiune de forme având la partea superioară, în ordine: crucea, capul de om și inima. | Complexul Muzeal Bucovina, Suceava | Cimec    |
|      | Cămașă femeiască Autor: Rotaru, Veronica                        | Datare: 1910 Descoperit: jud. Suceava, com. VICOVU DE JOS Material: pânză de in, croit, brodat, aplicații cu fir metalic, aplicații cu mărgele, bumbac colorat, broderie peste ac, încheiat | Cămașă femeiască cu altiță și berezău, decor geometrizant cu altiță din trei registre cu motive florale stilizate dispuse alternativ cu motive geometrice încadrate de motive geometrice înguste. Cromatică: negru, fir metalic. Încreț cu râuri scurte costișate cu două motive dispuse alternativ cu două motive geometrizante. Cromatică: alb, roșu, negru, fir metalic auriu, mărgele. Pe mânecă râuri costișate cu două motive geometrice, dispuse alternativ. Cromatică: negru. Pe față și pe spate câte două râuri verticale cu motive geometrice. Cromatică: negru. | Complexul Muzeal Bucovina, Suceava | Cimec    |
|      | Cămașă femeiască                                                | Datare: ultimul sfert al secolului al XIX-lea Descoperit: jud. Suceava Material: pânză din bumbac, strămătură, bumbac, fir metalic, țesut în două ițe, brodat în urma acului, peste fire, „lănțișor” | Cămașă femeiască cu altiță și berezău, altița brodată cu motive stilizate dispuse în patru registre încadrate în chenar simplu brodat cu fir metalic; cromatică: roșu, albastru, negru. Încrețul este un registru lat cu motive geometrice: romb; cromatică: albastru. Pe mânecă un râu lat cu motivul „pomul vieții” încadrat de două râuri înguste cu „pomul vieții”; cromatică: alb, roșu, albastru, verde. Câte două râuri pe față și spate cu motive geometrice și florale stilizate; cromatica: albastru, roșu. | Complexul Muzeal Bucovina, Suceava | Cimec    |
|      | Ladă de zestre                                                  | Datare: din informațiile furnizate de ultimul proprietar reiese că lada datează din ultimul sfert al secolului al XIX-lea Descoperit: jud. Suceava, com. SADOVA Dimensiuni: Î = 39 cm Material: lemn de fag, lucrată în tehnica dulgheritului, decorurile în tehnica horjării, alternanță cromatică obținută prin diverse nuanțe de baiț | Ladă de formă paralelipipedică cu capac drept. În fantele picioarelor lăzii sunt introduse scândurile pereților. Capacul ce este format din două scânduri îmbucate prinse în brațe laterale masive pivotează în două cuie de lemn din corpul lăzii. Decorurile acoperă peretele frontal, pereții laterali, picioarele și capacul. Structura ornamentală este organizată în registre doar la peretele frontal: decor geometrizant realizat cu motive geometrice (linii drepte și oblice, dinți de fierăstrău), fitomorfe (brăduțul) și motive decorative diverse (casa) pe când la pereții laterali și capac, motivele geometrice constau în linii drepte grupate câte trei iar la picioare aceleași grupuri de linii dar oblice. Culoarea patinată a lemnului, baițuri naturale.                                                                                              | Complexul Muzeal Bucovina, Suceava | Cimec    |
|      | Pânzătură                                                       | Datare: 1881 Descoperit: jud. Suceava, com. FRĂTĂUȚII NOI Material: bumbac, nevedit, țesut în cinci ițe | Ștergar de cap, formă dreptunghiulară, decor geometrizant cu motive geometrice romboidale din țesătură, organizat în șapte registre alternative la capete, cu motive geometrice: romb, „X”, motiv fitomorf: „brăduțul”; realizare decorativă deosebită; cromatica: alb. | Complexul Muzeal Bucovina, Suceava | Cimec    |
|      | Ladă de zestre                                                  | Datare: prima jumătate a secolului al XIX-lea Descoperit: jud. Suceava, com. POJORÂTA, POJORÂTA Dimensiuni: Î = 33 cm Material: lemn de fag, lucrată în tehnica dulgheritului, decorurile în tehnica horjării, alternanță cromatică obținută prin diverse nuanțe de baiț                                                                 | Ladă de formă paralelipipedică cu capac drept. În fantele picioarelor lăzii sunt introduse scândurile pereților. Capacul ce este format din două scânduri îmbucate prinse în brațe laterale masive pivotează în două cuie de lemn din corpul lăzii. Decorul geometrizant acoperă peretele frontal, pereții laterali, picioarele și capacul. Structura ornamentală este organizată în registre: pe fața lăzii găsim motive geometrice (linii drepte și oblice, dinți de fierăstrău), fitomorfe (brăduțul) și motive decorative diverse (casa) pe când la pereții laterali decorurile geometrice constau în linii drepte (hașuri) grupate câte cinci, la capac aceleași hașuri în registre de câte patru iar la picioare și la aripile capacului registre de linii oblice. Cromatica: culoarea patinată a lemnului, baițuri naturale.                                           | Complexul Muzeal Bucovina, Suceava | Cimec    |
|      | Ștergar de cap                                                  | Datare: 1881 Descoperit: jud. Suceava Material: bumbac, nevedit, țesut în cinci ițe, broderie plină, broderie spartă | Ștergar de cap, formă dreptunghiulară, decor geometrizant cu motive geometrice din țesătură realizate în tehnica de lucru țesut în cinci ițe și țesut în două ițe, organizat în registre; decor floral, motive florale realizate din broderie spartă alternând cu broderie plină la un singur capăt, organizat în trei registre cu un motiv central mai lat încadrat de două registre cu motive geometrice din țesătură și două registre cu motive florale de broderie spartă; cromatica: alb. | Complexul Muzeal Bucovina, Suceava | Cimec    |
|      | Ladă de zestre                                                  | Datare: al doilea sfert al secolului al XIX-lea Descoperit: jud. Suceava, com. STULPICANI, Doroteia Dimensiuni: Î = 45 cm Material: lemn de fag, lucrată în tehnica dulgheritului, decorurile în tehnica horjării, alternanță cromatică obținută prin diverse nuanțe de baiț                                                             | Ladă de formă paralelipipedică cu capac drept. În fantele picioarelor lăzii sunt introduse scândurile pereților. Capacul ce este format din două scânduri îmbucate prinse în brațe laterale masive pivotează în două cuie de lemn din corpul lăzii. Structura ornamentală este organizată în registre. Decorul geometrizant acoperă peretele frontal, pereții laterali, picioarele și capacul. Decorul are ca reper central rozeta, flancată de alte motive geometrice (semicercul, unghiul, pe peretele frontal, tabla de șah, hașuri pe capac). Picioarele lăzii sunt împodobite în partea din față cu hașuri oblice și perpendiculare plus semicercul iar pe laterale cu hașuri orizontale grupate câte patru sau câte cinci. Cromatica: culoarea lemnului, băițuit. | Complexul Muzeal Bucovina, Suceava | Cimec    |
|      | Ștergar de cap                                                  | Datare: 1890 Descoperit: jud. Suceava, com. GĂLĂNEȘTI Material: bumbac, borangic, țesut în șapte ițe, țesut în două, ales cu mâna | Ștergar de cap, formă dreptunghiulară, decor geometrizant cu motive geometrice organizate în registre dispuse pe toată suprafața obținute din tehnica de lucru; la capete registre late realizate în două ițe cu motive geometrice: romb alternativ cu motive stilizate alese; cromatica: alb. | Complexul Muzeal Bucovina, Suceava | Cimec    |
|      | Ladă de zestre                                                  | Datare: ultimul sfert al secolului al XIX-lea Descoperit: jud. Suceava, com. RĂDĂȘENI, RĂDĂȘENI Dimensiuni: Î = 31,5 cm Material: lemn de fag, lucrată în tehnica dulgheritului, decorurile în tehnica horjării, alternanță cromatică obținută prin diverse nuanțe de baiț                                                               | Ladă de formă paralelipipedică cu capac drept. În fantele picioarelor lăzii sunt introduse scândurile pereților. Capacul ce este format din două scânduri îmbucate prinse în brațe laterale masive pivotează în două cuie de lemn din corpul lăzii. Decorul geometrizant este organizat în registre acoperind peretele frontal, pereții laterali, picioarele și capacul. Motive astrale (soarele) și geometrice (cercul, linia) sunt dispuse pe fața lăzii, pe pereții laterali și capac motive geometrice (rombul, linia) iar la picioare și aripile capacului motivul geometric linia. Cromatica: culoarea patinată a lemnului, baițuri natuale în mai multe tonuri de gri. | Complexul Muzeal Bucovina, Suceava | Cimec    |
|      | Ștergar de cap                                                  | Datare: 1911 Descoperit: jud. Suceava, com. STRAJA Material: bumbac, borangic, mătase, țesut în două ițe, croșetat, brodat, ajurat | Ștergar de cap, formă dreptunghiulară, decor geometrizant cu motive geometrice, vârste din bumbac alb pe fond de borangic, ajur îmbinat cu dantelă croșetată la capete cu broderie plină de mătase, motive geometrice: „X”, romb, meandru, dispuse la capete în trei registre; cromatica: alb, bej, galben. | Complexul Muzeal Bucovina, Suceava | Cimec    |
|      | Pieptar femeiesc                                                | Datare: Prima jumătate a secolului al XX-lea Descoperit: jud. Suceava, com. Marginea Material: blană de oaie, blană de miel, blană de jder, bumbac mercerizat; cojocărit, dubit, croit, brodat după tipar, asamblat | Pieptar cu poale, croi specific, fără mâneci; cu prim de jder la piept și cu prim de miel la poale; decor naturalist cu motive florale stilizate pe piept, central la spate și la zonele de asmablare. Cromatica: alb, negru, maro, roșu, verde, grena. | Complexul Muzeal Bucovina, Suceava | Cimec    |
|      | Lăicer                                                          | Datare: Al doilea sfert al secolului al XX-lea Descoperit: Câmpulung Moldovenesc Material: lână; țesut în patru ițe, ales cu mâna | Lăicer de formă dreptunghiulară; urzeală din păr de lână, băteală din lână; chenar pe trei laturi; decor cu motive florale stilizate; pe fond două registre cu motive florale stilizate, cu motivul "pomul vieții", "pește", colorit vegetal; cromatică: bej, verde, maro deschis, negru, alb. | Complexul Muzeal Bucovina, Suceava | Cimec    |
|      | Covor                                                           | Datare: 1835 Material: lână, coloranți vegetali; țesut în stative, ales cu mâna | Formă dreptunghiulară, un chenar cu motive geometrice, fond galben, motive colorate pe fond negru, motiv central complex: cruce, pomul vieții cu păsări; este datat 1835; la marginea superioară, inferioară numele celor care au donat țesătura mănăstirii, la mijloc Sf. Ioan cel Nou Suceava. Fond negru; cromatica: galben, maro, alb, verde. | Complexul Muzeal Bucovina, Suceava | Cimec    |
|      | Salbă                                                           | Datare: A doua jumătate a secolului al XIX-lea Descoperit: jud. Suceava, Frătăuții Vechi Dimensiuni: 27 bucăți Material: monede de argint, sârmă, lână colorată; asamblat | Salbă din bani de argint; monedele sunt găurite și prinse pe un suport metalic îmbrăcat cu lână colorată; 27 monede prinse pe trei suporturi metalice. | Complexul Muzeal Bucovina, Suceava | Cimec    |
|      | Covor                                                           | Datare: 2/2 sec. XIX Descoperit: jud. Suceava Material: lână; țesut; ales cu mâna | Formă dreptunghiulară, decor geometrizant, motive geometrice organizate în registre, romb, cruce. Motiv central: ghiveci cu flori; chenar ocru; romb cu cruce; fond alb; motive: albastru, maro. | Complexul Muzeal Bucovina, Suceava | Cimec    |
|      | Ladă de zestre                                                  | Datare: 1880 Descoperit: jud. Suceava, com. Vama, Vama Material: lemn; vopsea; metal; dulgherie; îmbinare; pictură cu vopsele în ulei | Ladă de zestre de formă paralelipipedică, cu capac, încuietoare de metal, decor cu peisaj urban pe față încadrat într-un chenar. Culori: negru, verde, roșu, galben, maro, alb. Este inscripționat anul. | Complexul Muzeal Bucovina, Suceava | Cimec    |